# Gropeni (gmina)
Gropeni – gmina w Rumunii, w okręgu Braiła. Obejmuje tylko jedną miejscowość Gropeni. W 2011 roku liczyła 3296 mieszkańców. 